# Ambienti d'alta quota delle Combe Thuilette e Sozin
Ambienti d'alta quota delle Combe Thuilette e Sozin este o arie protejată (arie specială de conservare — SAC, sit de importanță comunitară — SCI) din Italia întinsă pe o suprafață de 356 ha, integral pe uscat.

## Localizare
Centrul sitului Ambienti d'alta quota delle Combe Thuilette e Sozin este situat la coordonatele 45°40′34″N 6°57′18″E / 45.676111°N 6.955°E.

## Înființare
Situl Ambienti d'alta quota delle Combe Thuilette e Sozin a fost declarat sit de importanță comunitară în iulie 2001 pentru a proteja 4 specii de animale. Situl a fost protejat și ca arie specială de conservare în februarie 2013.

## Biodiversitate
Situată în ecoregiunea alpină, aria protejată conține 13 habitate naturale: Pajiști alpine și boreale, Tufărișuri subarctice cu Salix spp., Păduri alpine de Larix decidua și/sau Pinus cembra, Păduri acidofile de Picea de la nivel montan la nivel alpin (Vaccinio-Piceetea), Roci stâncoase cu vegetație pionieră de Sedo-Scleranthion sau Sedo albi-Veronicion dillenii, Mlaștini turboase de tranziție și turbării mișcătoare, Liziere de ierburi înalte hidrofile de câmpie și de nivel montan până la alpin, Ape stătătoare oligotrofe până la mezotrofe, cu vegetație de Littorelletea uniflorae și/sau de Isoëto-Nanojuncetea, Grohotișuri silicioase de la nivelul montan până la nivelul zăpezii (Androsacetalia alpinae și Galeopsietalia ladani), Formațiuni ierboase bogate în specii de Nardus, dezvoltate pe substraturi silicioase în zone montane (și în zone submontane, în Europa continentală), Pajiști boreale și alpine pe substrat silicios, Pante stâncoase silicioase cu vegetație casmofită, Turbării active.
La baza desemnării sitului se află mai multe specii protejate de  păsări (4): acvilă de munte (Aquila chrysaetos), Lagopus muta helvetica, Lyrurus tetrix tetrix, Pyrrhocorax pyrrhocorax
Pe lângă speciile protejate, pe teritoriul sitului au mai fost identificate 6 specii de plante, 2 specii de amfibieni, 4 specii de mamifere, 1 specie de reptile.